# Tillandsia eltoniana
Tillandsia eltoniana är en gräsväxtart som beskrevs av Edmundo Pereira. Tillandsia eltoniana ingår i släktet Tillandsia och familjen Bromeliaceae. Inga underarter finns listade i Catalogue of Life.